# Notheme uranis
Notheme uranis är en fjärilsart som beskrevs av Jacob Hübner 1816. Notheme uranis ingår i släktet Notheme och familjen Riodinidae. Inga underarter finns listade i Catalogue of Life.